# Стінгер (трубоукладання)

Принципова схема укладання морського трубопроводу
стингерним методом: 1 — трубоукладальне судно; 2 — стінгер;
3 — трубопровід

Стінгер (трубоукладання) — фермова конструкція, що шарнірно закріплена на кормі трубоукладального судна.
Стінгерний метод (або S-метод) укладання труб на дно водойми ведеться за допомогою спеціалізованих трубоукладальних суден, обладнаних спеціальним пристроєм — стінгером (рис.). Стінгер — фермова конструкція, що шарнірно закріплена на кормі трубоукладального судна.
Довжина стінгера, тобто кількість секцій стінгера залежить від типорозміру трубопроводу і глибини моря в районі укладання. Стінгер змінює кут сходу трубопроводу і радіус його кривизни. Радіус кривизни зазвичай змінюється (в певних межах) шляхом регулювання висоти і розташуванням роликових опор, по яких спускається трубопровід.